# K聯賽1
K1聯賽（韓語：K리그1，一般稱為大韩民国職業足球聯賽，簡稱韓職），是大韓民國足球聯賽系統的第 1 級別，亦是職業聯賽的最高級別，聯賽系統的最高級別和大韓民國頂級足球聯賽，韓國職業足球聯賽成立於1983年，目前有 12 隊參與角逐。全北現代汽車為奪冠次數最多的隊伍，一共 9次奪標。
除了少部分球隊是由市政府或軍隊贊助外，大部分的K聯賽球隊都是由大韩民国的財團或大型企業贊助，這特點可從它們的名字中察覺。隊伍名稱通常是主場所在地加上贊助企業之名，例如大宇隊（主場是釜山）隨贊助商更改而有以下不同稱呼：釜山大宇、釜山大宇皇家、釜山I'cons至現時的釜山IPark。
球隊改名也有因為搬遷主場的，例如在2003年底，LG贊助的安養樂金印度豹就決議離開安養市（首爾的衛星市鎮）搬到2002年世界盃首爾的開幕戰主場-首爾世界盃體育場，並將球隊易名為FC首爾，不過此舉卻引起很大爭議；2006年FC富川也效法FC首爾，將其主場搬至济州岛。

## 歷史
韓國職業足球聯賽創立於1983年，當時名為「韓國足球超級聯賽」（Korean Super League），一共有 5 支球隊參賽，分別是哈利路亞、大宇、POSCO、油公象和高陽國民銀行。哈利路亞以一分之差擊敗大宇，拿下首屆聯賽冠軍。
在1998年，韓國足球聯賽經歷了一段漫長的鬱悶期，韓國足球協會決議改組其聯賽，而新聯賽就名為「K 联赛」（K-League）（韩国职业足球联赛）。自那時開始，聯賽參賽隊伍不斷增加。到了2011年，已有 16 支球隊參賽。在一開始創始的五支球隊中，只剩下大宇（後更名釜山IPark）、POSCO（後更名浦項製鐵）和油公象（後更名FC富川、濟州聯、濟州SK）仍存在，高陽國民銀行在1984年退出，哈利路亞則是在其退出聯賽隔年退出。
一直以來，K聯賽都沒有引入升降級制度。直到2012年，K联赛因为韩国假球事件而开始实施升降级制度（仿效蘇格蘭足球超級聯賽）。到了2013年，韓國足球協會将K聯賽一分为二，第一级联赛再度改名為「經典K聯賽」（K League Classic），參賽隊亦縮減至 14 隊，第二级联赛命名为“挑战K联赛”（K League Challenge）。2014年，經典K聯賽參賽隊亦縮減至 12 隊。
2018年，「經典K聯賽」改名為「K聯賽1」（K League 1）。

## 聯賽制度
「K聯賽1」目前有 12 隊角逐，會以三回合形式進行一共 33 場常規賽賽事。33 場比賽過後，聯賽會分開兩部份繼續進行：聯賽首 6 名與聯賽尾 6 名分別於「冠軍组」和「護級组」競逐 5 場，最終第十二名直接降班，第十名需要和K聯賽2升班附加賽決賽勝方進行主客兩回合升降班附加賽2，第十一名需要和K聯賽2第二名進行主客兩回合升降班附加賽1以爭奪下賽季「K聯賽1」資格。
另外，南韓一共可獲得 4 個出戰亞洲賽名額，「K聯賽1」冠軍、亞軍、季軍和南韓足總盃冠軍可出戰亞足聯冠軍聯賽小組賽。从2015年亞足聯冠軍聯賽开始，「K聯賽1」季军需要从附加赛第三轮开始参加亚足联冠军联赛比赛。到了2021年亞足聯冠軍聯賽，直接出戰小組賽的席位再減少一個。

## 參賽球隊
2025年K聯賽1參賽隊伍共有 12 支。
| 中文名稱     | 英文名稱                  | 韓文名稱 | 所在城市               | 主場館                        | 上季成績        |
| ------------ | ------------------------- | -------- | ---------------------- | ----------------------------- | --------------- |
| 蔚山HD       | Ulsan HD FC               |          | 蔚山廣域市             | 蔚山文殊足球競技場            | 第 1 位         |
| 江原FC       | Gangwon FC                |          | 江陵市 春川市          | 江陵宗合運動場 春川松岩體育城 | 第 2 位         |
| 金泉尚武     | Gimcheon Sangmu FC        |          | 金泉市                 | 金泉綜合運動場                | 第 3 位         |
| FC首爾       | FC Seoul                  |          | 首爾特別市             | 首爾世界盃競技場              | 第 4 位         |
| 水原FC       | Suwon FC                  |          | 京畿道水原市           | 水原綜合運動場                | 第 5 位         |
| 浦項製鐵     | Pohang Steelers FC        |          | 浦项市                 | 浦項鋼園球場                  | 第 6 位         |
| 濟州SK       | Jeju SK FC                |          | 濟州特別自治道西歸浦市 | 濟州世界盃競技場              | 第 7 位         |
| 大田韓亞市民 | Daejeon Hana Citizen FC   |          | 大田廣域市             | 大田世界杯體育場              | 第 8 位         |
| 光州FC       | Gwangju FC                |          | 光州廣域市             | 光州足球體育場                | 第 9 位         |
| 全北現代汽車 | Jeonbuk Hyundai Motors FC |          | 全北特別自治道 全州市  | 全州世界盃競技場              | 第 10 位        |
| 大邱FC       | Daegu FC                  |          | 大邱廣域市             | DGB大邱銀行公園               | 第 11 位        |
| FC安養       | FC Anyang                 |          | 安養市                 | 安養體育中心                  | K聯賽2，第 1 位 |

## 奪冠次數
| 球會         | 冠军次数 | 冠军年份                                             | 亚军次数 | 亚军年份                                                   |
| ------------ | -------- | ---------------------------------------------------- | -------- | ---------------------------------------------------------- |
| 全北現代汽車 | 9        | 2009, 2011, 2014, 2015, 2017, 2018, 2019, 2020, 2021 | 3        | 2012, 2016, 2022                                           |
| FC城南       | 7        | 1993, 1994, 1995, 2001, 2002, 2003, 2006             | 3        | 1992, 2007, 2009                                           |
| FC首爾       | 6        | 1985, 1990, 2000, 2010, 2012, 2016                   | 5        | 1986, 1989, 1993, 2001, 2008                               |
| 浦項制鐵     | 5        | 1986, 1988, 1992, 2007, 2013                         | 5        | 1985, 1987, 1995, 2004, 2023                               |
| 蔚山現代     | 5        | 1996, 2005, 2022, 2023, 2024                         | 10       | 1988, 1991, 1998, 2002, 2003, 2011, 2013, 2019, 2020, 2021 |
| 釜山偶像     | 4        | 1984, 1987, 1991, 1997                               | 3        | 1983, 1990, 1999                                           |
| 水原三星藍翼 | 4        | 1998, 1999, 2004, 2008                               | 4        | 1996, 2006, 2014, 2015                                     |
| 濟州SK       | 1        | 1989                                                 | 5        | 1984, 1994, 2000, 2010, 2017                               |
| 哈利路亞     | 1        | 1983                                                 | 0        |                                                            |
| 全南天龍     | 0        |                                                      | 1        | 1997                                                       |
| 仁川聯       | 0        |                                                      | 1        | 2005                                                       |

## 歷屆冠軍
| 年度   | 冠軍         | 亞軍         |
| ------ | ------------ | ------------ |
| 1983年 | 哈利路亞     | 大宇         |
| 1984年 | 大宇皇家     | 油公象       |
| 1985年 | 幸運金星     | 浦項製鐵原子 |
| 1986年 | 浦項製鐵原子 | 幸運金星公牛 |
| 1987年 | 大宇皇家     | 浦項製鐵原子 |
| 1988年 | 浦項製鐵原子 | 現代虎       |
| 1989年 | 油公象       | 幸運金星公牛 |
| 1990年 | 幸運金星公牛 | 大宇皇家     |
| 1991年 | 大宇皇家     | 現代虎       |
| 1992年 | 浦項製鐵原子 | 一和天馬     |
| 1993年 | 一和天馬     | LG獵豹       |
| 1994年 | 一和天馬     | 油公象       |
| 1995年 | 一和天馬     | 浦項原子     |
| 1996年 | 蔚山現代虎   | 水原三星藍翼 |
| 1997年 | 釜山大宇皇家 | 全南天龍     |
| 1998年 | 水原三星藍翼 | 蔚山現代虎   |
| 1999年 | 水原三星藍翼 | 釜山大宇皇家 |
| 2000年 | 安養LG獵豹   | 富川SK       |
| 2001年 | 城南一和天馬 | 安養LG獵豹   |
| 2002年 | 城南一和天馬 | 蔚山現代虎   |
| 2003年 | 城南一和天馬 | 蔚山現代虎   |
| 2004年 | 水原三星藍翼 | 浦項制鐵     |
| 2005年 | 蔚山現代虎   | 仁川聯       |
| 2006年 | 城南一和天馬 | 水原三星藍翼 |
| 2007年 | 浦項制鐵     | 城南一和天馬 |
| 2008年 | 水原三星藍翼 | FC首爾       |
| 2009年 | 全北現代汽車 | 城南一和天馬 |
| 2010年 | FC首爾       | 濟州聯       |
| 2011年 | 全北現代汽車 | 蔚山現代     |
| 2012年 | FC首爾       | 全北現代汽車 |
| 2013年 | 浦項制鐵     | 蔚山現代     |
| 2014年 | 全北現代汽車 | 水原三星藍翼 |
| 2015年 | 全北現代汽車 | 水原三星藍翼 |
| 2016年 | FC首爾       | 全北現代汽車 |
| 2017年 | 全北現代汽車 | 濟州聯       |
| 2018年 | 全北現代汽車 | 慶南FC       |
| 2019年 | 全北現代汽車 | 蔚山現代     |
| 2020年 | 全北現代汽車 | 蔚山現代     |
| 2021年 | 全北現代汽車 | 蔚山現代     |
| 2022年 | 蔚山現代     | 全北現代汽車 |
| 2023年 | 蔚山現代     | 浦項制鐵     |
| 2024年 | 蔚山HD       | 江原FC       |

## 歷屆參賽球隊
自K聯賽成立以來，總共有20支隊伍參加此一聯賽，有些已經退出，有些仍在今日K聯賽上，有些則是隨著贊助商不同而改名，不然就是搬遷到別的城市而改名。
- 哈利路亞（1983-1985）
- 浦項製鐵（1983-現在；原浦項原子、POSCO原子）
- 濟州SK（1983-現在；原FC富川、油公象、濟州聯）
- 釜山IPark（1983-現在；原大宇、釜山大宇皇家）
- 高陽國民銀行（英语：Goyang KB Kookmin Bank FC）（1983-1984）
- 韓一銀行（英语：Hanil Bank FC）（1984-1986）
- 蔚山現代（1984-現在）
- FC首爾（1984-現在；原安养乐金猎豹、乐金猎豹、乐喜金星黄牛）
- 城南FC（1989-現在；原一和天马、天安一和天马、城南一和天马）
- 全北水牛（英语：Jeonbuk Buffalo）（1994）
- 全北現代汽車（1995-現在）
- 全南天龍（1995-現在）
- 水原三星藍翼（1996-現在）
- 大田市民（1997-現在）
- FC大邱（2003-現在）
- 金泉尚武（1985；2003-現在；原光州尚武及尚州尚武）
- 仁川聯（2004-現在）
- FC慶南（2006-現在）
- 江原FC（2009-現在）
- 光州FC（2011-現在）

## 外部連結
- K聯賽官網
- K聯賽官方脸书 （页面存档备份，存于） 
- K聯賽官方推特 （页面存档备份，存于） 
- K聯賽官方YouTuBe频道（页面存档备份，存于） 
- ROKfootball.com网站 （英文）
- Footkorean.net网站 （英文）
- SoccerphileK聯賽新闻（页面存档备份，存于） （英文）
- RSSSF.com - 韩国 - 历届冠军 （页面存档备份，存于） （英文）

1. ↑  現時聯賽中，只有金泉尚武是由韓國軍隊營運